# Jeremy McWilliams
Jeremy McWilliams, född 4 april 1964 i Belfast, Nordirland, Storbritannien, är en brittisk roadracingförare som tävlat i Grand Prix Roadracing.

## Roadracingkarriär
McWilliams inledde sin Grand Prix-karriär vid 29 års ålder i Roadracing-VM 1993, och slutade som bäst tolva i 500cc-klassen säsongen 1994. Efter säsongen 1996 bytte McWilliams klass till 250cc-klassen, där han slutade nia i Roadracing-VM 1998. Han stannade kvar i klassen i flera år och blev en av de sista förarna över 30 år att göra karriär i en mindre klass. Efter ett år på Aprilia i 500-klassen 2000 där han kom trea två gånger och på fjortondeplats totalt i VM återvände McWilliams till 250GP till säsongen 2001. Det kom att bli hans bästa säsong i karriären med en sjätteplats i VM, och dessutom kom den enda Grand Prix-segern han någonsin tog på Assen samma år.
Roadracing-VM 2002 gick McWilliams upp till MotoGP som ersatt 500GP där han körde för Kenny Roberts team på en Proton KR. Med hjälp av fantastiska kvaldäck från Bridgestone tog McWilliams pole position i Australiens Grand Prix. Hans karriär varade i ytterligare några säsonger, men avslutades sedan Ilmors satsning på MotoGP gått omkull vid Roadracing-VM 2007.
McWilliams gjorde vid 50 års ålder ett inhopp i Roadracing-VM 2014 som wildcard i Moto2-klassen vid Storbritanniens Grand Prix för Brough Superior på deras innovativa motorcykel med monocoque-chassi.